# Viasa (aerolínea)
VIASA (Venezolana Internacional de Aviación, Sociedad Anónima) fue una aerolínea venezolana. Creada por el gobierno el 21 de noviembre de 1960, se convirtió en una empresa mixta donde el 49% de las acciones estaban en manos privadas y el 51% restante pertenecía al Estado. La flota, una de las más modernas de América del Sur en su época, estaba compuesta de aviones Convair 880, DC-9 y DC-8 en los años 60, Boeing 747, DC-10 en los años 70 y DC-10 más Airbus A300 en los años 1980. Era conocida mundialmente por ser la aerolínea de América con más aviones y con más destinos internacionales y por su excelente atención al público. Sin embargo, al iniciar el segundo período presidencial de Carlos Andrés Pérez y a solicitud del FMI, Viasa fue finalmente privatizada en un 60% de su totalidad.

## Historia

### Antecedentes
Para inicios del siglo XX, Venezuela no poseía un sistema de comunicación continuo ya que la geografía del país impedía el uso de vías férreas en todo el país. Fue uno de los últimos países de Hispanoamérica en usar la aviación como medio de transporte.
En 1929 llegó a Venezuela la Compagnie Générale Aéropostale a hacer operaciones en el país. Contaba con tres Latécoère 28 y ocasionalmente también se usaban Latécoère 26. En 1933, la empresa fue nacionalizada y se convirtió en la Línea Aeropostal Venezolana (LAV). Empezaron a volarse los Ford Trimotor, Douglas DC-3, Lockheed Model 8 y 10 Electra, entre otras aeronaves. Así empezaron los vuelos nacionales
En 1940, Aeropostal ya volaba a varios pueblos de Venezuela.
En 1943, con apoyo de Pan Am y Aeroméxico, se funda Aerovías Venezolanas S.A. (AVENSA), también se dedicó a vuelos nacionales y de cabotaje. En los años 50, se adquieren tres lujosos Lockheed Constellation (dos Lockheed L-1049 Super Constellation y un Lockheed L-749 Constellation) entre 1954 y 1956 respectivamente. También se adquieren Vickers Viscount para sustituir a los Douglas DC-3 y los Martin 2-0-2. También se hicieron pedidos por el primer jet comercial, el De Havilland Comet, pero debido a sus accidentes en 1954, nunca recibió uso.
En junio de 1956, uno de los Constellation se accidentó. saliendo de Nueva York con destino Caracas, el avión se estrelló en el mar con 75 defunciones, siendo este el peor accidente de la empresa. En noviembre del mismo año, otro de los Constellation (L-749), también procedente de Nueva York se estrella en el Cerro El Ávila por mala aproximación. No hubo supervivientes. En 1959, el restante de los Constellation se estrella en el Zulia sin supervivientes, cumplía la ruta Panamá-Maracaibo-Caracas.
Tras estos accidentes, la empresa obtuvo mala reputación y eso sumado a las pérdidas económicas. Aeropostal se dedicó solo a vuelos nacionales mientras que las rutas internacionales fueron asignadas a Viasa por el gobierno venezolano

### Sus inicios
Viasa fue fundada el 21 de noviembre de 1960, empezó volando dos Convair 880-22M alquilados a KLM para sus vuelos continentales y dos Douglas DC-8-53 también alquilados a KLM para los vuelos a Europa
Sus principales destinos fueron Nueva York, Nueva Orleans, Ciudad de México y Miami. Para sus vuelos a Europa usaba la siguiente ruta: Caracas-isla de Santa María de las Azores-Lisboa-Madrid-Roma-Ámsterdam.

### Expansión y su cénit
Para 1971, VIASA había construido una satisfactoria red de rutas que conectaban a Venezuela con el mundo, convirtiéndola así en una de las primeras de Hispanoamérica. Esto provocó la necesidad de la introducción de aeronaves que llevaran más pasajeros y a una mayor distancia que los actuales, como por ejemplo el recién introducido Boeing 747. Es así como VIASA logra un acuerdo con KLM para el alquiler de uno de estos jumbo. En 1972, VIASA incorporó a su flota el 747, llamado por KLM "El Orinoco", en honor del río más grande e importante de Venezuela, siendo este el séptimo 747 entregado a KLM. Luego, el 2 de abril de ese mismo año, comienzan los vuelos entre Caracas, Madrid, París y Ámsterdam. Este suceso convirtió a VIASA, en la primera operadora hispanoamericana de los 747.
Para abril de 1973, VIASA operaba destinos como Caracas, Madrid, París, Ámsterdam, Maracaibo, Ciudad de Panamá, Milán y Roma. Sin embargo, el 747 fue devuelto a KLM en enero de 1974, y siendo sustituido por el McDonnell Douglas DC-10 también arrendado a KLM, hasta la llegada de los dos primeros DC-10 propios de VIASA un tiempo después. En diciembre de 1968, Viasa recibe su primer Douglas DC-8-63, recibiendo más adelante otro más. Estos se usaron hasta 1985 debido a las restricciones de ruido impuestas por EE. UU.
La empresa experimentó su cénit desde su fundación hasta 1973 cuando llegó la Primera Crisis del Petróleo. A pesar de los problemas económicos, VIASA operó con normalidad hasta 1991 cuando fue vendida a Iberia, que solo agudizó los problemas que llevaron a Viasa a la quiebra en 1997.

### Crisis
Debido a la Crisis energética de 1973, la empresa comenzó a tener problemas económicos hasta tener su primer déficit entre septiembre de 1975 y octubre de 1976. Este problema afectó a muchas aerolíneas del mundo debido al aumento de los costes del combustible y operación de los aviones. Pan Am estuvo al borde de la quiebra tras esta crisis, por ello decidió reestructurarse, primero vendió el paquete de acciones de AVENSA al Estado Venezolano.
Cuando la totalidad de la aerolínea pasa a pertenecer al Estado comienza la crisis. Viasa se convierte en la principal aerolínea del mundo en regalar pasajes de cortesía en primera clase a funcionarios estatales y sus familias. La polémica se agudizó al descubrir que el presidente Carlos Andrés Pérez no usaba el avión presidencial Boeing 737-200 y prefería los McDonnell Douglas DC-10-30 de Viasa para sus viajes. La economía de Venezuela comenzó un fuerte proceso de recesión y tras la presidencia de Jaime Lusinchi, las arcas del Estado no podían sostener a un gran número de empresas estatales.
En 1986 llegan cuatro Airbus A300 comprados a Lufthansa para vuelos continentales, también se alquilan jets McDonnell Douglas DC-9-32 y McDonnell Douglas MD-81 para vuelos continentales y nacionales. A finales de los años 80, AVENSA y Aeropostal comenzaron a operar vuelos internacionales, por ello, Viasa empezó a operar vuelos nacionales, la primera vez que hacía eso.

### Venta a Iberia y quiebra
El presidente Carlos Andrés Pérez negoció con el Fondo Monetario Internacional (FMI) un préstamo de un poco más $4.000 millones de dólares para paliar la crisis a cambio de que el gobierno se deshiciera de aquellas empresas que daban pérdidas. Entonces el gobierno puso en venta empresas como CANTV (empresa telefónica nacional) y VIASA. Entre los interesados en comprar la aerolínea estaban KLM e Iberia, finalmente, por la conocida amistad que había entre el presidente Carlos Andrés Pérez y el presidente español Felipe González, VIASA pasa a pertenecer en un 60% a Iberia (por aquel entonces propiedad del Estado español), 20% lo tendrían empresarios venezolanos y el otro 20% lo tendría el gobierno de Venezuela.
Los aviones de VIASA fueron puestos bajo propiedad de Iberia, se utilizó la librea de Iberia. Solo se podían adquirir repuestos en las empresas de Madrid, dejando a las de Caracas inutilizables. Iberia estaba en la bancarrota y utilizó a VIASA y algunas acciones de Aerolíneas Argentinas y la chilena Ladeco (Línea Aérea del Cobre) para recuperarse.

Durante la administración de Iberia, los aparatos de VIASA empezaron a desvalijarse, los pagos se atrasaron, la empresa se llenó de deudas. La empresa no se pudo salvar de la quiebra por lo que esta dejó de volar oficialmente de 23 de enero de 1997 cuando fue liquidada por Iberia. Tras su quiebra, sus rutas internacionales fueron tomadas por Avensa (luego de su quiebra de 2004, Santa Bárbara), y las nacionales fueron tomadas por Aeropostal y Avior, entre otras.

Primer DC-10 de VIASA estacionado en el aeropuerto internacional de Maiquetia, Venezuela.

## Antigua flota

Un DC-10 30 y dos DC-8 de VIASA

| Aeronaves               | Total | Introducido | Retirado | Matrículas |
| ----------------------- | ----- | ----------- | -------- | --- |
| Airbus A300             | 4     | 1987        | 1996     | YV-160C, YV-161C, N407UA y N222EA |
| Boeing 727-200          | 7     | 1992        | 1997     | YV-125C, YV-126C, YV-127C, YV-128C, YV-129C, YV-131C y YV-132C |
| Boeing 747-100          | 1     | 1982        | 1982     | N480GX |
| Boeing 747-200          | 4     | 1972        | 1983     | PH-BUG, N747WR, N749WA y N814FT |
| Convair 880             | 4     | 1961        | 1979     | YV-C-VIB, YV-C-VIA, YV-C-VIC y YV-C-VIA |
| Douglas DC-8            | 20    | 1961        | 1995     | YV-C-VIE (re-reg. YV-127C), YV-C-VIF (re-reg. YV-128C), PH-DCG, PH-DCH, YV-131C, YV-132C, YV-C-VIG (re-reg. YV-129C), PH-DCO, PH-DCT, I-DIWM, YV-C-VID, N804SW, YV-128C, YV-C-VIC, N802BN, N24UA, N441J, YV-C-VIA (re-reg. YV-125C), YV-C-VIB (re-reg. YV-126C) y N801WA |
| McDonnell Douglas DC-9  | 5     | 1966        | 1983     | YV-C-AVM, YV-C-AVR, PJ-SNE, YV-C-AVD y YV-139C |
| McDonnell Douglas DC-10 | 10    | 1974        | 1997     | PH-DTF (re-reg. YV-133C), PH-DTG (re-reg. YV-134C), PH-DTH (re-reg. YV-138C), N108WA, PH-DTL, YV-139C, YV-135C, YV-136C, YV-137C y V2-LEH |
| McDonnell Douglas MD-80 | 3     | 1982        | 1988     | N1005B, N1005A y PH-MCD |
| Sud Aviation Caravelle  | 1     | 1965        | 1970     | YV-C-AVI |

## Destinos

DC-8 63 de VIASA

VIASA, por su condición de línea aérea bandera de Venezuela, se enfocó en los vuelos internacionales (atendidos desde y hacia 10 destinos en territorio venezolano)

### Nacionales
| País      | Destinos                  | Aeropuertos                                              |
| --------- | ------------------------- | -------------------------------------------------------- |
| Venezuela | Barcelona                 | Aeropuerto Internacional General José Antonio Anzoátegui |
| Venezuela | Barquisimeto              | Aeropuerto Internacional Jacinto Lara                    |
| Venezuela | Caracas                   | Aeropuerto Internacional de Maiquetía Simón Bolívar      |
| Venezuela | Ciudad Guayana            | Aeropuerto Internacional Manuel Piar                     |
| Venezuela | Punto Fijo                | Aeropuerto Internacional Josefa Camejo                   |
| Venezuela | Maracaibo                 | Aeropuerto Internacional de La Chinita                   |
| Venezuela | Porlamar                  | Aeropuerto Internacional del Caribe Santiago Mariño      |
| Venezuela | San Antonio del Táchira   | Aeropuerto Internacional Juan Vicente Gómez              |
| Venezuela | Santo Domingo del Táchira | Aeropuerto Internacional de Santo Domingo                |
| Venezuela | Valencia                  | Aeropuerto Internacional Arturo Michelena                |

### Internacionales
| Países               | Destinos                 | Aeropuertos                                       |
| Norteamérica         | Norteamérica             | Norteamérica                                      |
| -------------------- | ------------------------ | ------------------------------------------------- |
| Canadá               | Isla de Príncipe Eduardo | Aeropuerto de Charlottetown                       |
| Canadá               | Edmonton                 | Aeropuerto Internacional de Edmonton              |
| Canadá               | Montreal                 | Aeropuerto Internacional Pierre Elliott Trudeau   |
| Canadá               | Quebec                   | Aeropuerto Internacional Jean-Lesage de Quebec    |
| Canadá               | San Juan de Terranova    | Aeropuerto Internacional de San Juan de Terranova |
| Canadá               | Toronto                  | Aeropuerto Internacional Toronto Pearson          |
| Canadá               | Vancouver                | Aeropuerto Internacional de Vancouver             |
| Estados Unidos       | Houston                  | Aeropuerto Intercontinental George Bush           |
| Estados Unidos       | Miami                    | Aeropuerto Internacional de Miami                 |
| Estados Unidos       | Nueva Orleans            | Aeropuerto Internacional Louis Armstrong          |
| Estados Unidos       | Nueva York               | Aeropuerto Internacional John F. Kennedy          |
| Estados Unidos       | Orlando                  | Aeropuerto Internacional de Orlando               |
| Estados Unidos       | Washington D. C.         | Aeropuerto Internacional Washington-Dulles        |
| México               | Cancún                   | Aeropuerto Internacional de Cancún                |
| México               | Cabo San Lucas           | Aeropuerto Internacional de Los Cabos             |
| México               | Ciudad de México         | Aeropuerto Internacional de la Ciudad de México   |
| Centroamérica        |                          |                                                   |
| Costa Rica           | San José                 | Aeropuerto Internacional Juan Santamaría          |
| Panamá               | Ciudad de Panamá         | Aeropuerto Internacional de Tocumen               |
| El Caribe            |                          |                                                   |
| Aruba                | Oranjestad               | Aeropuerto Internacional Reina Beatrix            |
| Barbados             | Bridgetown               | Aeropuerto Internacional Grantley Adams           |
| Cuba                 | La Habana                | Aeropuerto Internacional José Martí               |
| Cuba                 | Varadero                 | Aeropuerto Juan Gualberto Gómez                   |
| Curaçao              | Willemstad               | Aeropuerto Internacional Hato                     |
| Jamaica              | Kingston                 | Aeropuerto Internacional Norman Manley            |
| St. Maarten          | Philipsburg              | Aeropuerto Internacional Princesa Juliana         |
| Puerto Rico          | San Juan                 | Aeropuerto Internacional Luis Muñoz Marín         |
| República Dominicana | Punta Cana               | Aeropuerto Internacional de Punta Cana            |
| República Dominicana | Santo Domingo            | Aeropuerto Internacional Las Américas             |
| Trinidad y Tobago    | Puerto España            | Aeropuerto Internacional de Piarco                |
| Sudamérica           |                          |                                                   |
| Argentina            | Buenos Aires             | Aeropuerto Internacional Ministro Pistarini       |
| Bolivia              | La Paz                   | Aeropuerto Internacional El Alto                  |
| Brasil               | Manaos                   | Aeropuerto Internacional Eduardo Gomes            |
| Brasil               | Río de Janeiro           | Aeropuerto Internacional de Galeão                |
| Brasil               | São Paulo                | Aeropuerto Internacional de Guarulhos             |
| Chile                | Santiago de Chile        | Aeropuerto Internacional Arturo Merino Benítez    |
| Colombia             | Bogotá                   | Aeropuerto Internacional El Dorado                |
| Colombia             | Cali                     | Aeropuerto Internacional Alfonso Bonilla Aragón   |
| Colombia             | Cartagena de Indias      | Aeropuerto Internacional Rafael Núñez             |
| Colombia             | Medellín                 | Aeropuerto Internacional José María Córdova       |
| Ecuador              | Guayaquil                | Aeropuerto Internacional José Joaquín de Olmedo   |
| Ecuador              | Quito                    | Aeropuerto Internacional Mariscal Sucre           |
| Perú                 | Lima                     | Aeropuerto Internacional Jorge Chávez             |
| Surinam              | Paramaribo               | Aeropuerto Internacional Johan Adolf Pengel       |
| Europa               |                          |                                                   |
| Alemania             | Fráncfort del Meno       | Aeropuerto de Fráncfort del Meno                  |
| Bélgica              | Bruselas                 | Aeropuerto de Bruselas                            |
| Francia              | París                    | Aeropuerto de París-Charles de Gaulle             |
| España               | Madrid                   | Aeropuerto de Madrid-Barajas                      |
| España               | Santiago de Compostela   | Aeropuerto de Santiago de Compostela              |
| España               | Tenerife                 | Aeropuerto de Tenerife Norte-Ciudad de La Laguna  |
| España               | Tenerife                 | Aeropuerto de Tenerife Sur                        |
| Italia               | Milán                    | Aeropuerto de Milán-Malpensa                      |
| Italia               | Roma                     | Aeropuerto de Roma-Fiumicino                      |
| Noruega              | Oslo                     | Aeropuerto de Oslo-Gardermoen                     |
| Países Bajos         | Ámsterdam                | Aeropuerto de Ámsterdam-Schiphol.                 |
| Portugal             | Lisboa                   | Aeropuerto de Lisboa                              |
| Portugal             | Oporto                   | Aeropuerto de Oporto-Francisco Sá Carneiro        |
| Reino Unido          | Londres                  | Aeropuerto de Londres-Heathrow                    |
| Reino Unido          | Mánchester               | Aeropuerto de Mánchester                          |
| Suiza                | Zúrich                   | Aeropuerto Internacional de Zúrich                |
| África               |                          |                                                   |
| Angola               | Luanda                   | Aeropuerto Internacional Quatro de Fevereiro      |
| Egipto               | El Cairo                 | Aeropuerto Internacional de El Cairo              |
| Marruecos            | Casablanca               | Aeropuerto Internacional Mohamed V                |
| Asia Occidental      |                          |                                                   |
| Irán                 | Teherán                  | Aeropuerto Internacional de Mehrabad              |
| Líbano               | Beirut                   | Aeropuerto Internacional Rafic Hariri             |

## Accidentes e incidentes aéreos
- El 30 de mayo de 1961 el vuelo 897 de Viasa, (vuelo arrendado a KLM en la ruta Ámsterdam-Roma-Madrid-Lisboa-Santa María-Caracas), se estrelló en el Atlántico al poco de salir de Lisboa con dirección a las Islas Azores y murieron las 61 personas a bordo del KLM DC-8-53 (PH-DCL) Fridtjof Nansen. La mayoría de los pasajeros eran de nacionalidad venezolana y española.[4] Las causas del accidente nunca se determinaron, aunque la hipótesis más probable fue un error del piloto que pudo perder el control de la aeronave debido a una lectura engañosa de los instrumentos de vuelo, hecho agravado por las malas condiciones atmosféricas.[5]

- El 16 de marzo de 1969 el vuelo 742 de Viasa (un DC-9-32 arrendado a Avensa en la ruta Caracas-Maracaibo-Miami) se estrelló durante el despegue sobre los barrios que rodeaban al Aeropuerto Grano de Oro de Maracaibo, matando a todos los 84 pasajeros y tripulación a bordo y 71 personas en tierra. El avión había sido entregado por McDonnell Douglas apenas dos semanas atrás. La causa fue un error de cálculo de peso por parte de la tripulación, que resultó en una incorrecta configuración de la aeronave para el despegue.[6]